# أوكتافيا (عائلة)

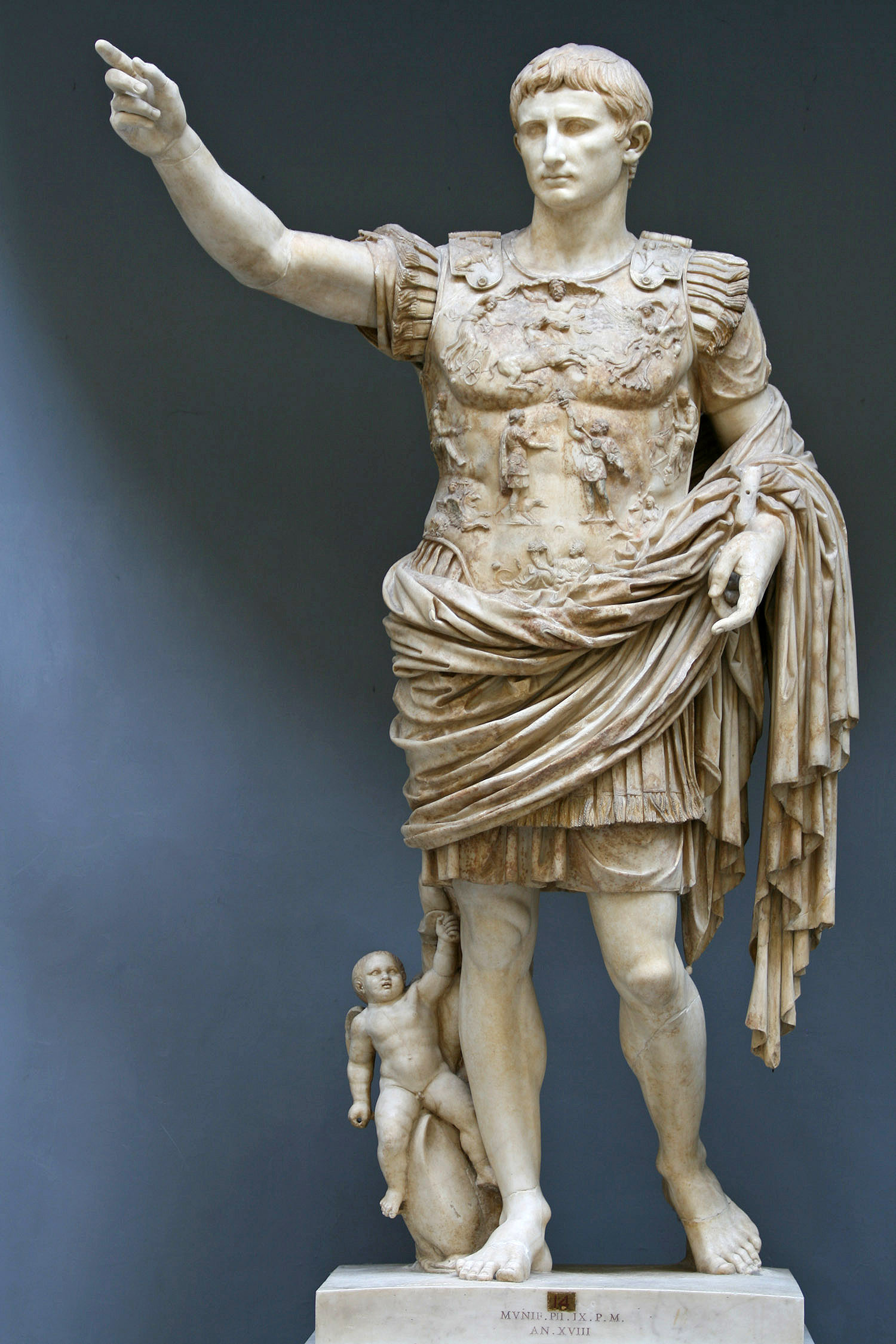

عائلة أوكتافيا كانت عائلة عامة في روما، والتي رُفعت إلى وضع الأرستقراطية من قبل قيصر خلال القرن الأول قبل الميلاد. كان أول عضو من العائلة يحقق الظهور هو غنايوس أوكتافيوس روفوس، كويستور حوالي عام 230 ق.م. على مدى القرنين التاليين، حصلت عائلة أوكتافيا علي العديد من أعلى مناصب الدولة؛ لكن الأكثر شهرة من العائلة كان غايوس أوكتافيوس، الابن الأكبر وابن قيصر بالتبني، الذي أعلنه مجلس الشيوخ إمبراطورًا في أغسطس 27 ق.م.